# Justin Kredible

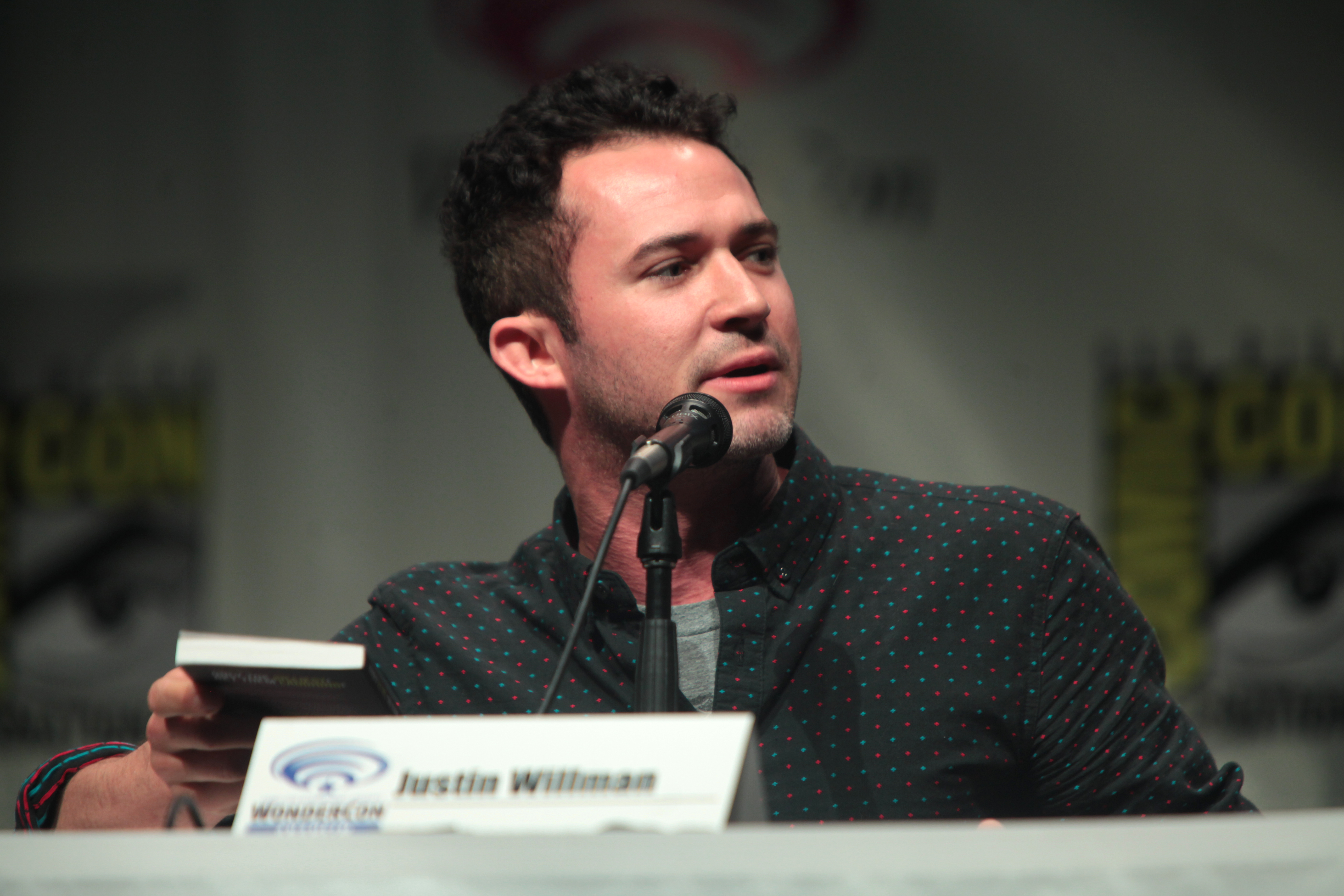
Justin Willman (2015)

Justin Willman (* um 1980 in St. Louis), auch bekannt unter seinem früheren Künstlernamen Justin Kredible ist ein US-amerikanischer Zauberkünstler, Schauspieler und Comedian.

## Allgemeines
Justin Kredible interessierte sich schon relativ früh für die Zauberkunst und zaubert schon seit er 12 Jahre alt ist. Er brach sich beide Arme und lernte in dieser Zeit Kartentricks als Alternative zu Physiotherapie. Er begann seine Karriere mit öffentlichen Auftritten rund um Amerika. Sein TV-Debüt hatte er in der TV-Sendung T.H.E.M.

## TV-Auftritte
Nach seinem TV-Debüt im Jahre 2004 folgten viele weitere TV-Auftritte. Eine kleine Auflistung:
- 2006–2009: Rachael Ray Show
- 2007: Turning Tricks
- 2007: Room 401
- 2010: Cupcake Wars
- 2010: The Defenders[4]
- seit 2018: Magic for Humans (als Moderator und ausführende Produzent)